# دارکوب گوایاکیل
دارکوب گوایاکیل (نام علمی: Campephilus gayaquilensis) نام یک گونه از سرده نوک‌عاجی‌ها است.